# Boemund II
Boemund II de Hauteville (ur. 1108, zm. 1130) – książę Antiochii w latach 1111–1130.

## Życiorys
Był synem założyciela księstwa Boemunda I i Konstancji, córki Filipa I, króla Francji. Gdy zmarł jego ojciec, Boemund był jeszcze dzieckiem i mieszkał w Apulii. Jego kuzyn Tankred przejął władzę jako regent, ale zmarł w 1112. Zastąpił go Roger z Salerno, który zginął w bitwie pod Ager Sanguinis w 1119. Ostatnim regentem został wtedy król Baldwin II Jerozolimski. 
W 1124, w wieku 16 lat, Boemund osiągnął pełnoletniość. Kolejne dwa lata spędził w Mezzogiorno, a w październiku 1126, po osiemnastych urodzinach, opuścił Apulię i udał się do Antiochii. Według Wilhelma z Tyru Boemund i jego kuzyn – Wilhelm II, książę Apulii – zawarli umowę, że ten z nich, który umrze pierwszy, zostawi swoje włoskie ziemie drugiemu. W 1127 Boemund poślubił Alicję, młodszą córkę Baldwina II z Bourq i jego żony Morfii z Meliteny, i razem z teściem wyruszył na Damaszek. Według Mateusza z Edessy Baldwin II obiecał zięciowi koronę Jerozolimy, ale możliwe, że Mateusz pomylił Alicję z jej starszą siostrą Melisandą, która poślubiła Fulka Młodego, księcia Andegawenii.
W 1127 Boemund oblegał i zdobył Kafartab, po czym wymordował całą ludność tego miasta. Zaatakował również Shaizar i prawdopodobnie spotkał w bitwie Usamę ibn Munqidha. W 1128 miał miejsce konflikt między Boemundem a Joscelinem I, hrabią Edessy: obaj jednocześnie zaatakowali Aleppo i nie chcieli sprzymierzyć się podczas wspólnego oblężenia. Roger z Salerno oddał Joscelinowi część ziem, a Boemund uważał, że darowizna jest nieważna, bo odbyła się bez jego zgody, mimo że był wtedy małoletni. Dysputa przerodziła się w konflikt między Antiochią a Edessą; Joscelin przeciw Boemundowi sprzymierzył się nawet z muzułmanami. W 1128 Baldwin II pomaszerował na północ, żeby mediować w sporze, a Joscelin ostatecznie zrzekł się swoich pretensji do ziem. 
Boemund przyłączył się do armii Baldwina II i brał udział w wyprawie na Damaszek. Krzyżowcy zostali pokonani w bitwie pod Marj es-Suffar. Boemund skręcił na północ i odzyskał Anazarbus wraz z innymi terenami należącymi do Armenii. Król Leo I sprzymierzył się przeciw niemu z emirem Daniszmendydów, Gazim Gümüshtiginem. W lutym 1131 armia Boemunda wpadła w zasadzkę. Sam Boemund zginął w czasie walki, a jego głowę odrąbano i umieszczono w srebrnym pudełku jako prezent dla kalifa. 
Z żoną miał tylko jedno dziecko, Konstancję (1127–1163). W wieku trzech lat została ona władczynią księstwa, a do 1136 jej matka Alicja rządziła jako regentka.